# Paljon onnea vaan
Paljon onnea vaan è un singolo della cantante finlandese Tuuli, pubblicato il 14 agosto 2012.

## Tracce
1. Paljon onnea vaan – 3:10